# Tatemono
Das Tatemono (jap. 立(て)物, wörtlich: „stehendes Ding“)  sind Verzierungen an japanischen Helmen.

## Beschreibung
Die Tatemono bestehen aus den verschiedensten Materialien. Sie werden als Helmzier (Zimier) benutzt, ähnlich wie die europäischen Helmdecken und heraldischen Figuren. In Japan werden oft Figuren, tierische- oder mythische Wesen benutzt, deren Eigenschaften der Träger kopieren möchte, die jedoch keine sichtbare Verbindung, oder Eigenschaft des Trägers wiedergeben. Es gibt unzählige Versionen die aus Metall, Bronze, Messing, Kupfer, Leder, Holz, Pappmaché oder anderen Materialien bestehen. Sie sind fast immer kunstvoll geformt und zusätzlich vergoldet, versilbert oder mit farbigem Lack oder auch Emaillearbeiten überzogen.
Die Verzierung befindet sich zumeist an der Helmvorderseite und wird dann als Maedatemono (前立物), bzw. kurz Maedate (前立(て), historisch als mayedate, dt. „vorne stehend“), bezeichnet. Sie können aber auch an anderen Stellen befestigt sein und heißen dann:
- Ushirodate(mono) (後立(て)(物), „hinten stehend“): Befestigt an der Helmrückseite
- Kashiradate(mono) (頭立(て)(物), „[über dem] Kopf stehend“): Befestigung auf der Oberseite des Helmes
- Wakidate(mono) (脇立(て)(物), „seitlich stehend“): Befestigung auf jeder Seite des Helmes (rechts und links)

Sehr beliebt sind Darstellungen von Drachen, Wespen, Libellen, Fischen, Löwen, Tigern, Krebsen und Hörnern von Tieren.

## Galerie

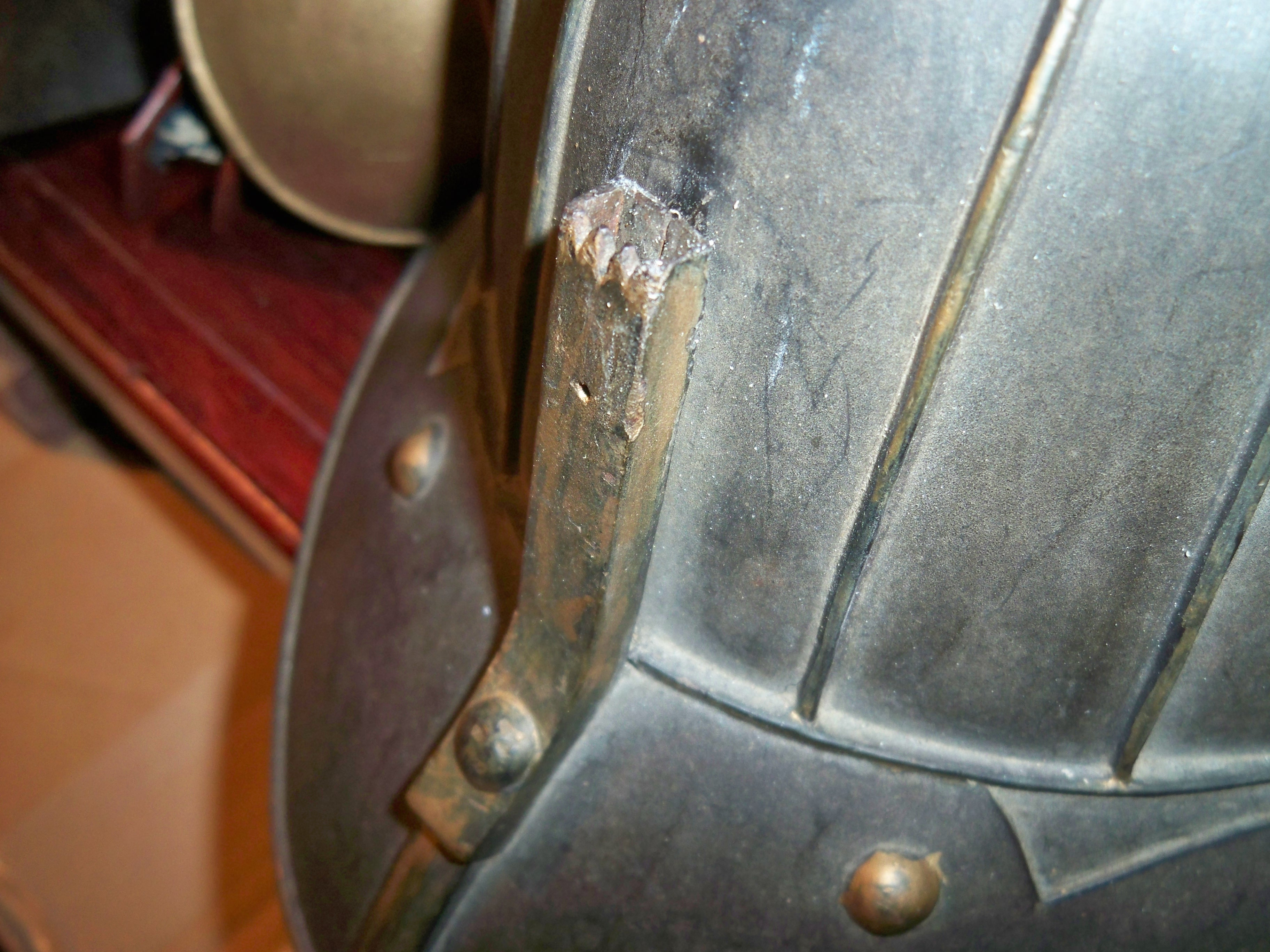
Maedate oharaidate
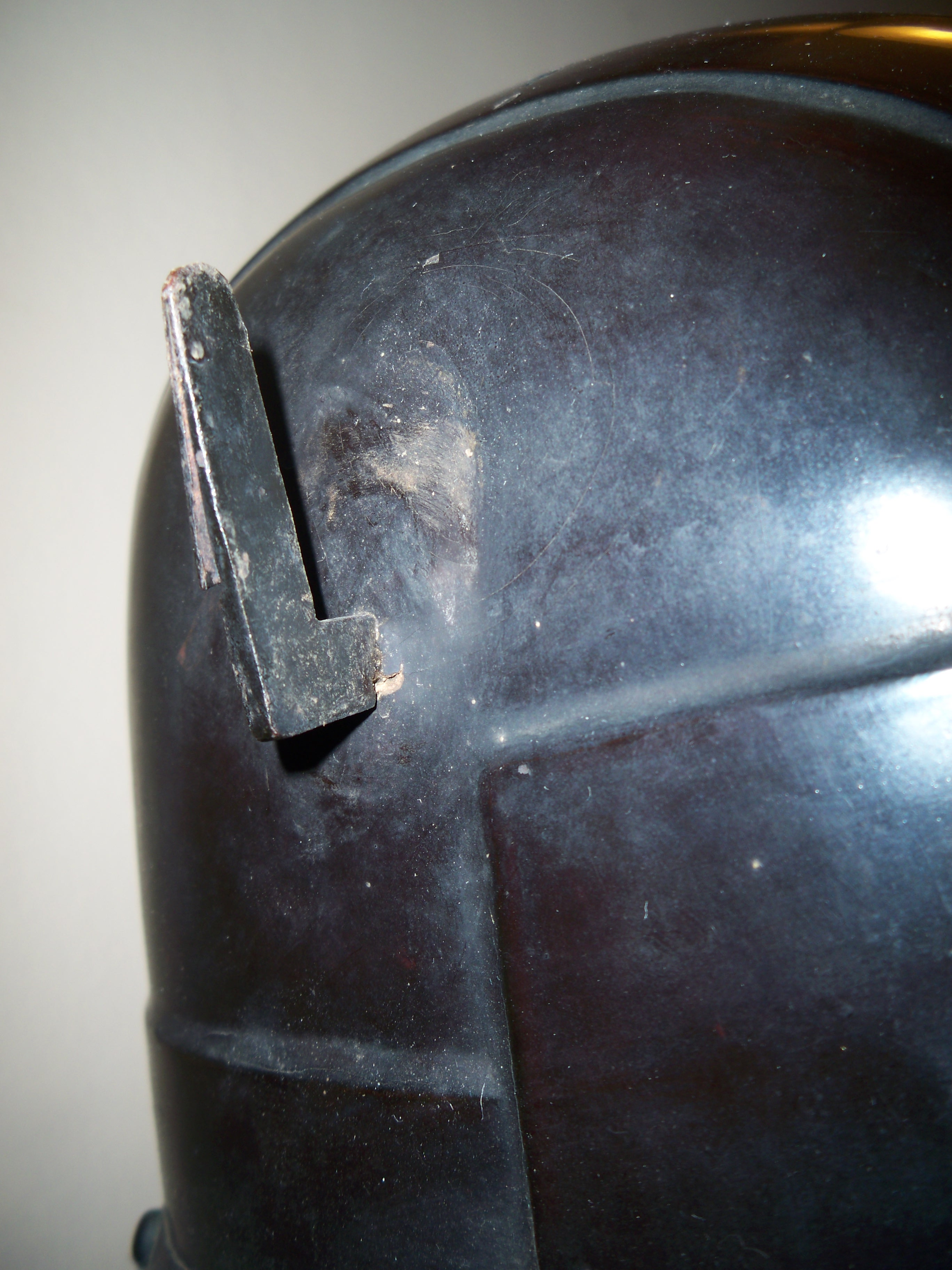
Wakidate tsunamoto
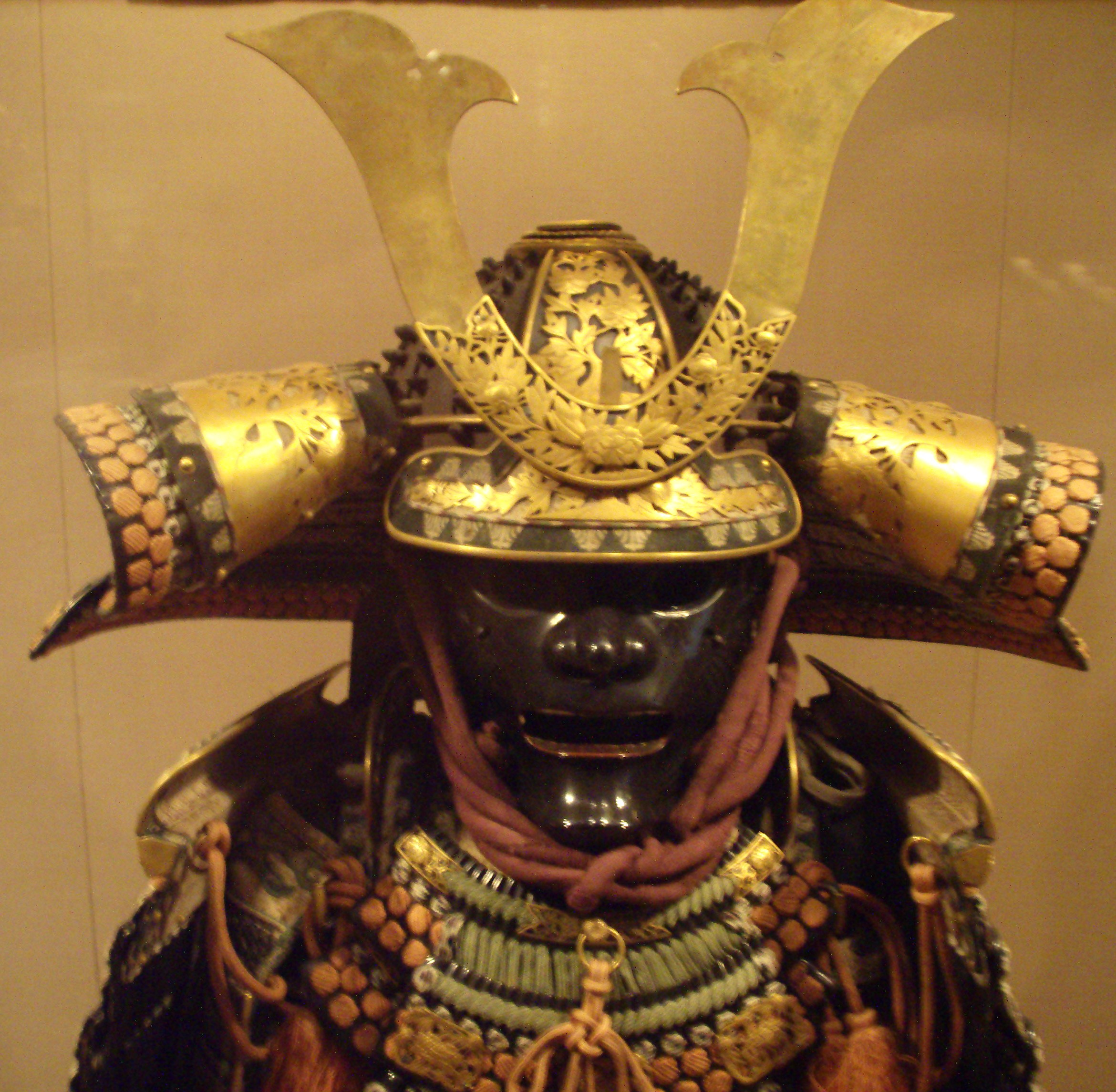
Kuwagata-Maedate (Hirschkäfer)
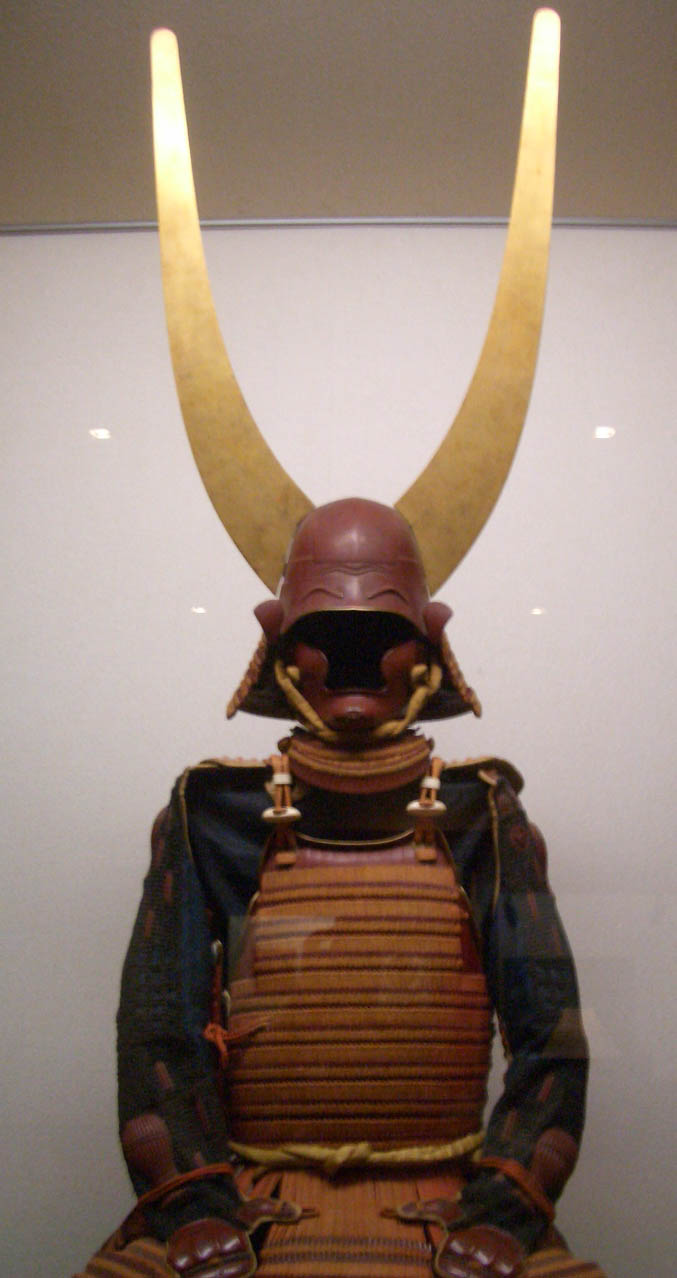
Wakidate
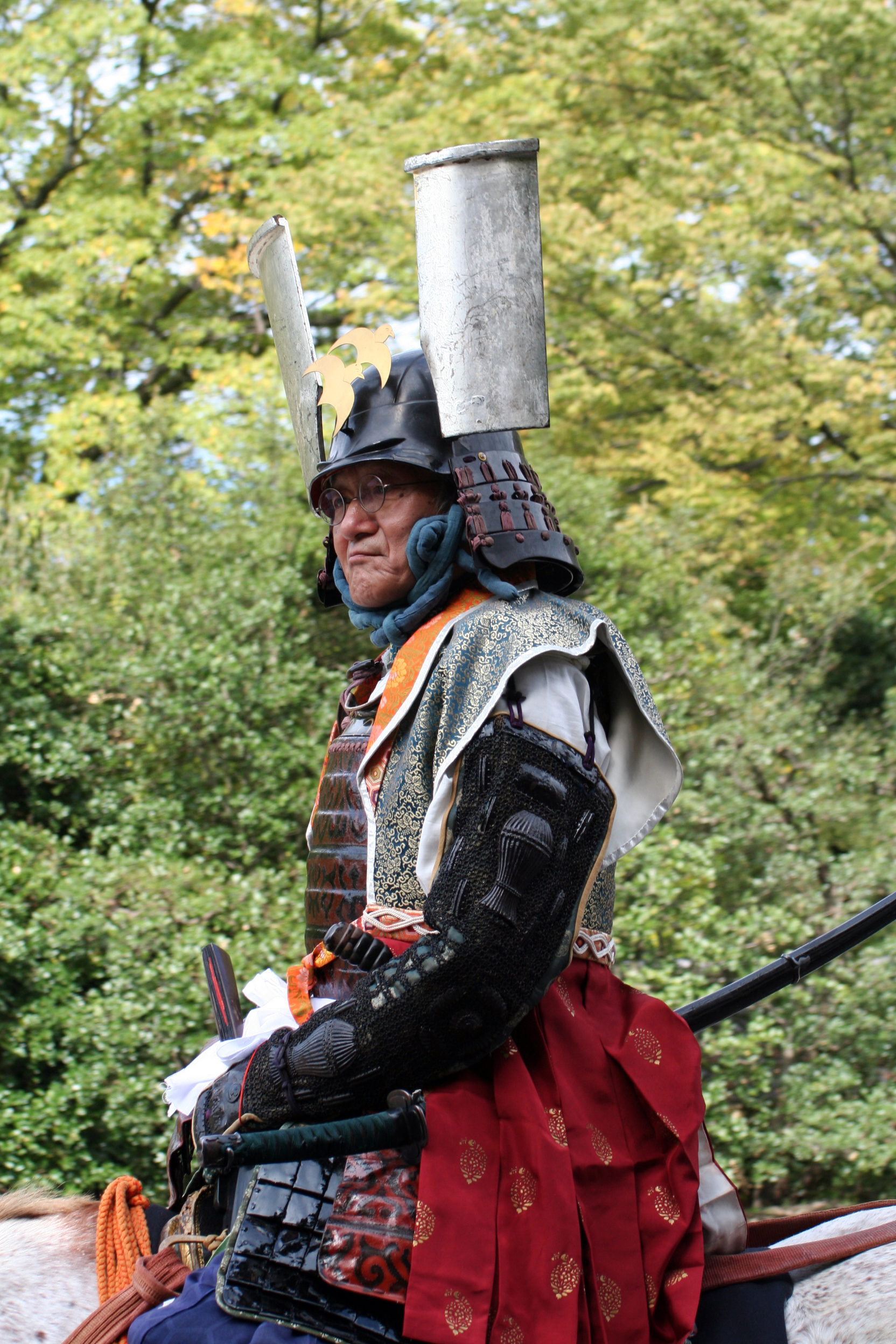
Wakidate
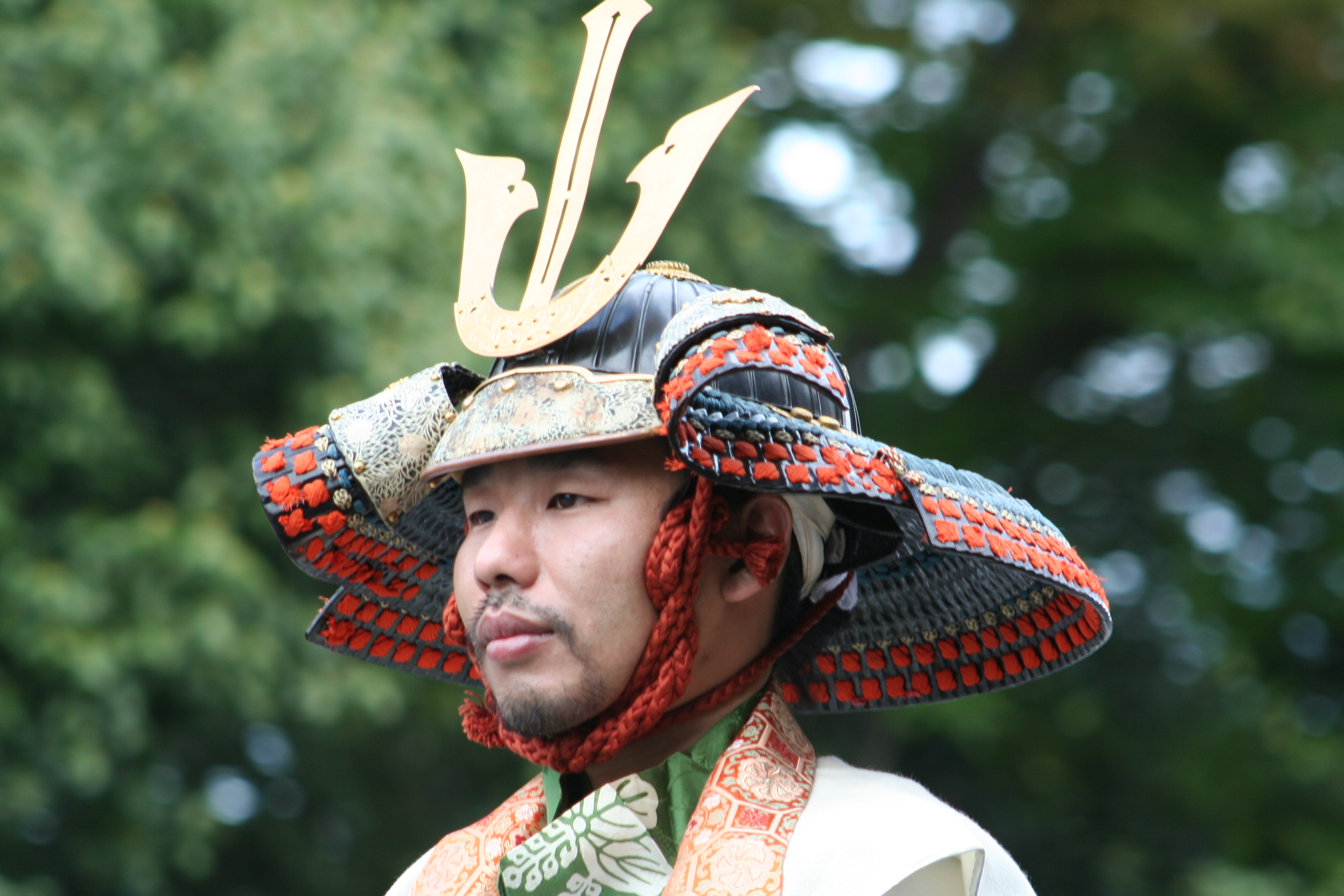
Vajra-/Kuwagata-Maedate
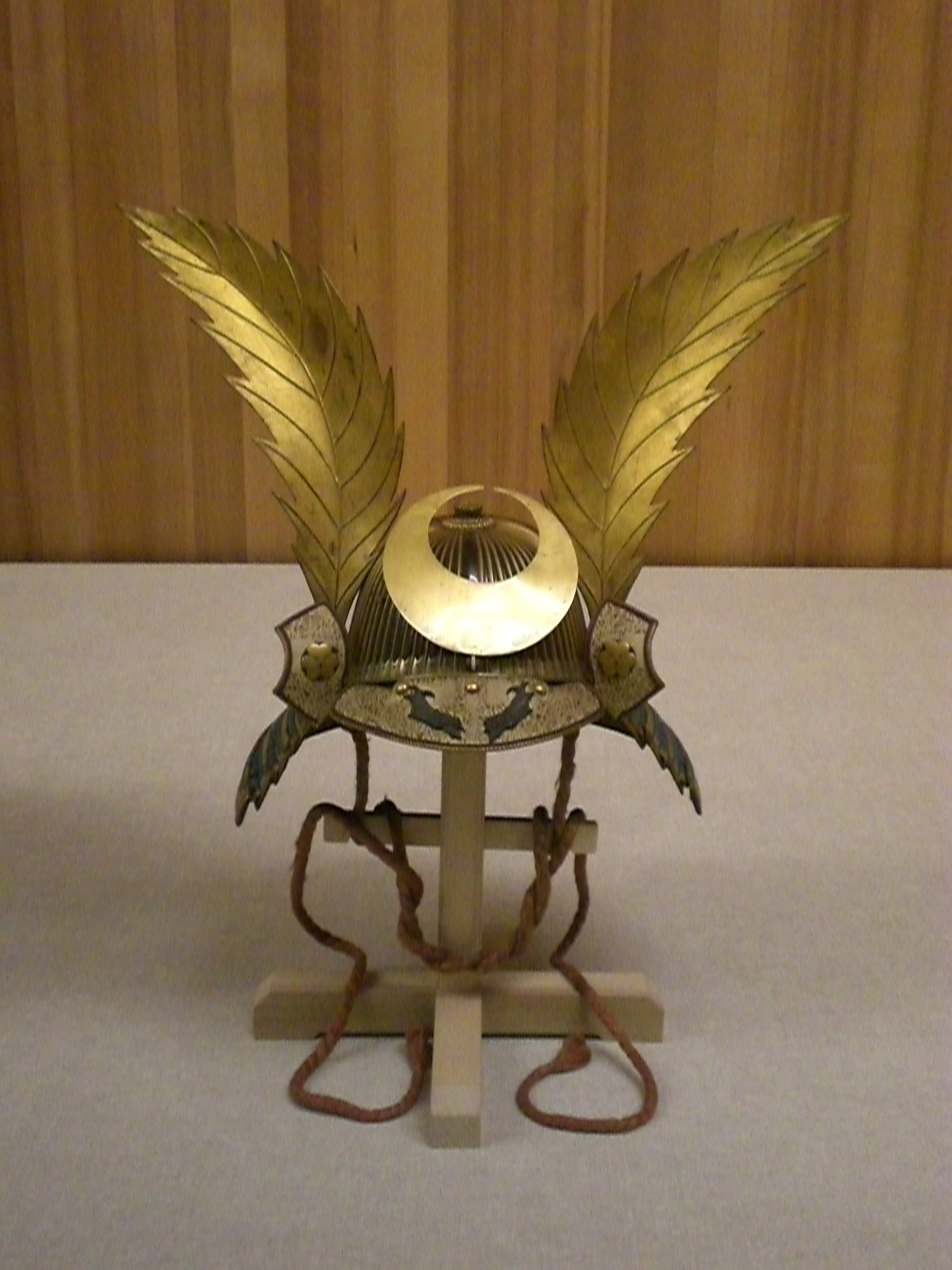
Maedate, wakidate
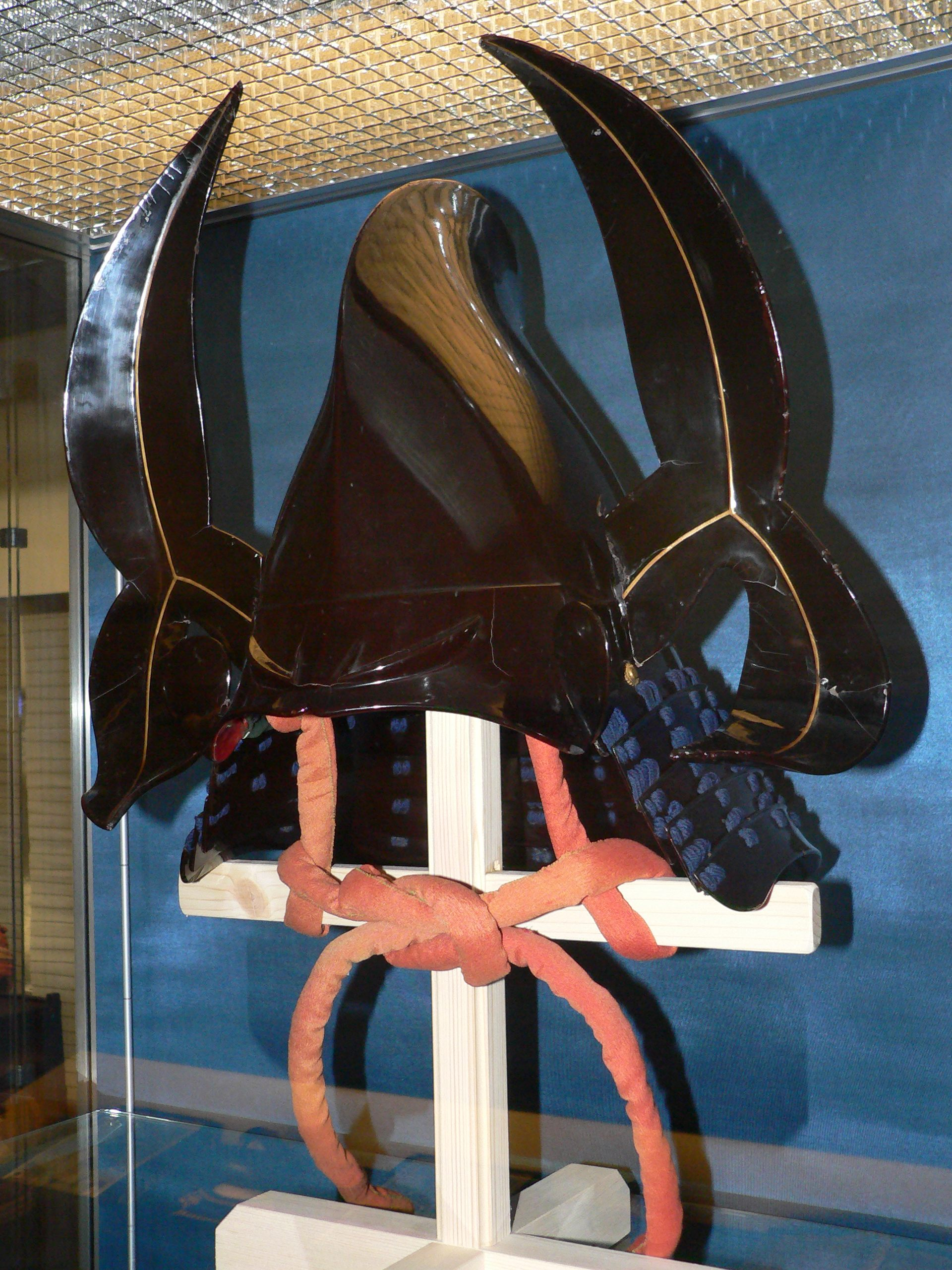
Wakidate
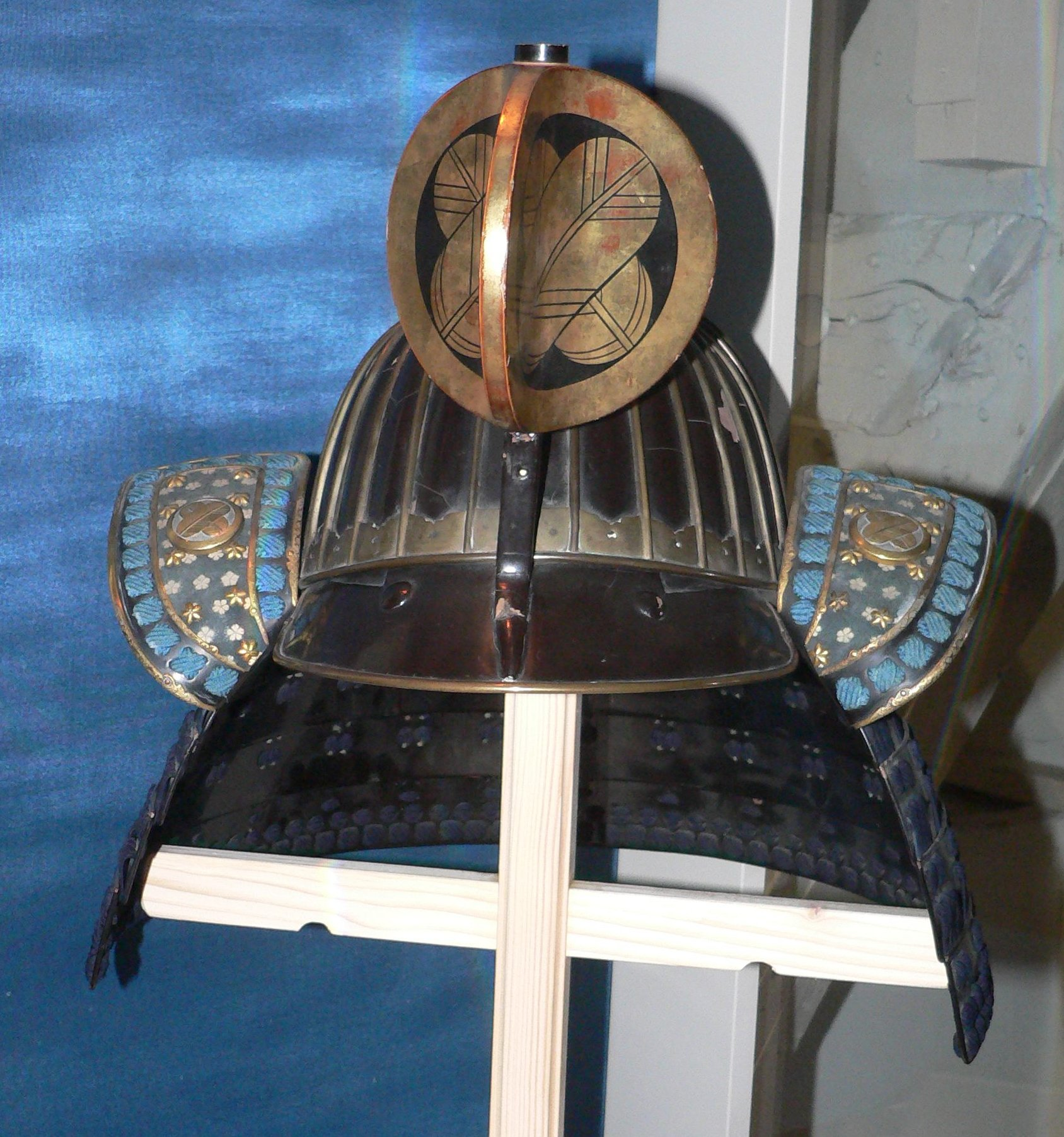
Hachiman-Maedate
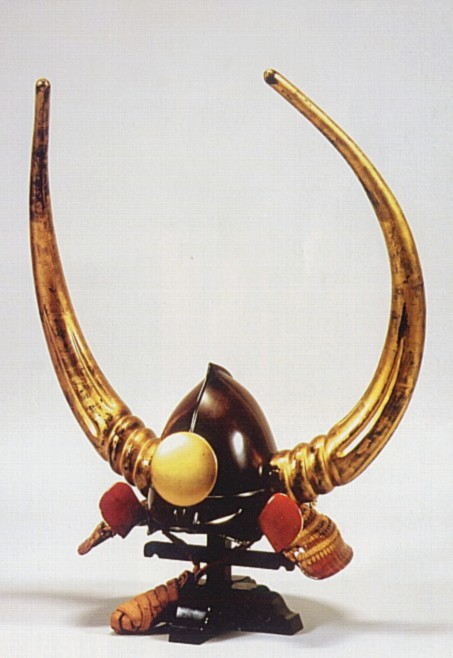
Wakidate, Helm von Fürst Kuroda Nagamasa
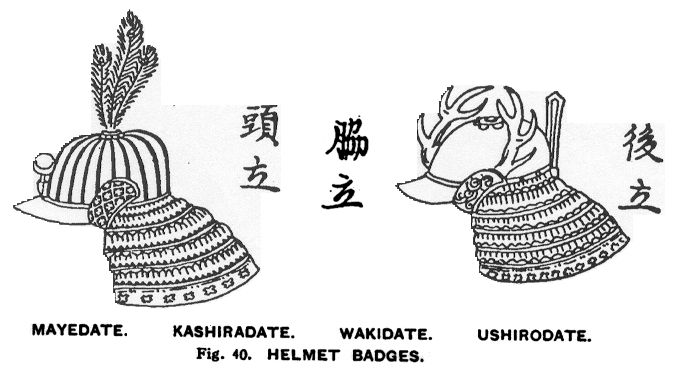
Maedate, Kashiradate, Wakidate, Ushirodate
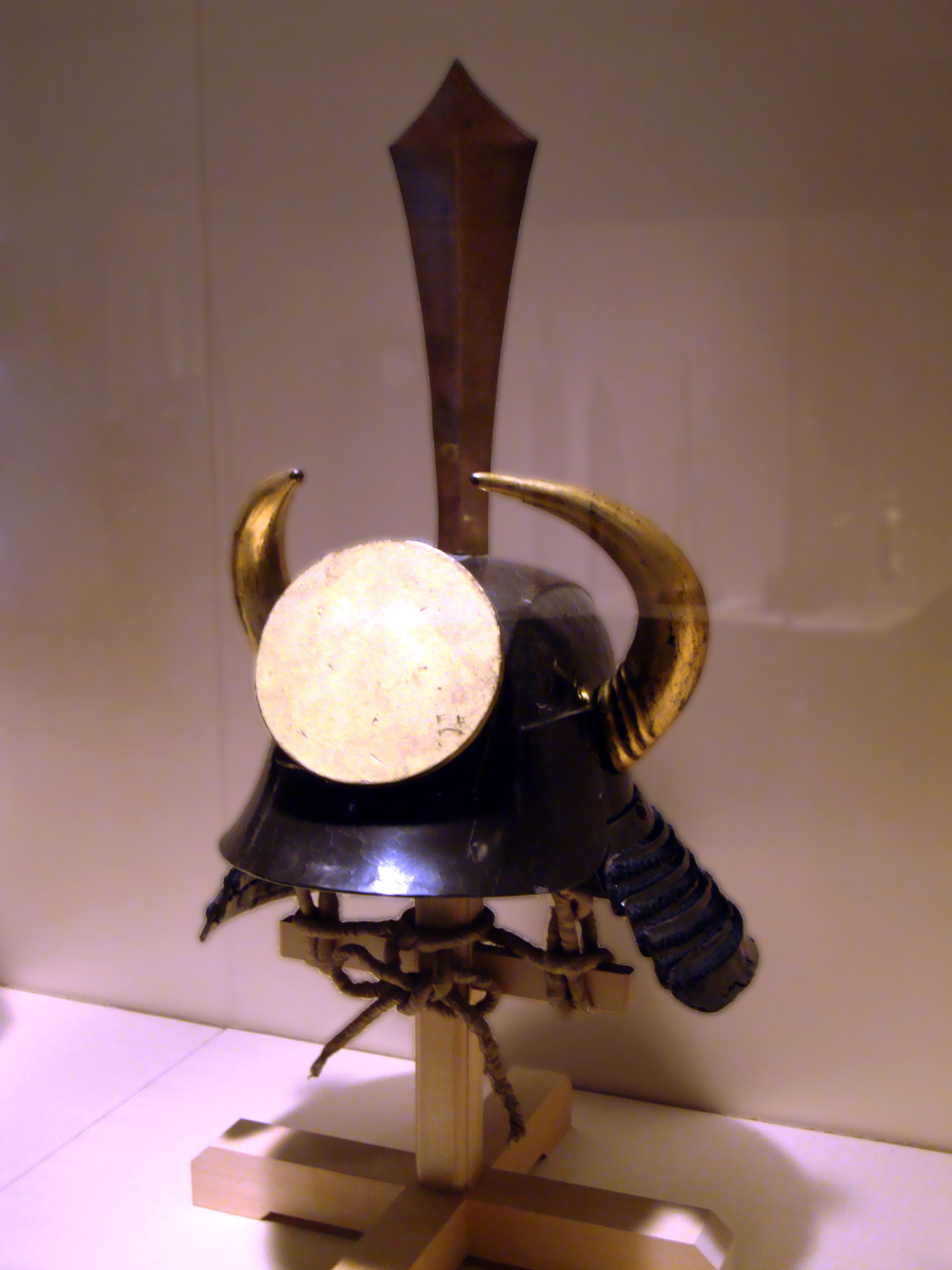
Maedate, wakidate, ushirodate